# Eugenia orbignyana
Eugenia orbignyana är en myrtenväxtart som beskrevs av Otto Karl Berg. Eugenia orbignyana ingår i släktet Eugenia och familjen myrtenväxter.

## Underarter
Arten delas in i följande underarter:
- E. o. orbignyana
- E. o. pseudoverticillata